# Лоллобриджида, Франческо
Франческо Лоллобриджида (итал. Francesco Lollobrigida; род. 21 марта 1972, Тиволи) — итальянский политик, министр сельского хозяйства и продовольственного суверенитета (с 2022).

## Биография
Родился в Тиволи, живёт в Риме, получил высшее юридическое образование. Внучатый племянник Джины Лоллобриджида, женился на активистке Национального альянса Арианне Мелони — сестре Джорджи Мелони. В юности увлёкся политикой, вступил в юношескую организацию Итальянского социального движения — Молодёжный фронт, возглавлял местное отделение ИСД в провинции Рим до 1995 года.
Занимал должность асессора по вопросам транспорта в региональной администрации Лацио, которую тогда возглавляла Рената Польверини. В 2012 году вместе с Джорджей Мелони вышел из партии Народ свободы и принял активное участие в учреждении партии Братья Италии. В 2018 году избран в парламент, с 28 июля 2018 года возглавлял партийную фракцию в Палате депутатов.
22 октября 2022 года было сформировано правительство Мелони, в котором Лоллобриджида получил портфель министра сельского хозяйства и продовольственного суверенитета.